# Seis Nações 2013
O Seis Nações 2013 (2013 Six Nations em inglês) foi a décima quarta edição deste torneio, do qual fez parte as maiores seleções europeias de rugby. Foi também chamado de 2013 RBS 6 Nations, em razão do patrocínio do Bank of Scotland.
A representação de País de Gales conquistou o título deste campeonato, após uma grande partida decisiva.

## Regulamento e participantes
Na fórmula de disputa deste torneio, os seis países participantes se enfrentaram em turno único. Ao final de cinco rodadas, a seleção que com maior número de pontos conquistados sagrou-se campeã.
Se fizeram presentes as equipes de Escócia, Inglaterra, Irlanda, Itália, França e País de Gales.

## Partidas do Seis Nações de 2013
Seguem-se, abaixo, as disputas realizadas durante este torneio.

#### 1ª rodada
| 2 de Fevereiro de 2013 | País de Gales | 22 – 30   | Irlanda | Millennium Stadium, Cardiff           |  |
|                        | Tries: Alex Cuthbert 57' Leigh Halfpenny 58' Craig Mitchell 75' Conv: Leigh Halfpenny Penais: Leigh Halfpenny 33' | Relatorio | Tries: Simon Zebo 10' Cian Healy 23' Brian O'Driscoll 42' Conv: Jonathan Sexton Penais: Jonathan Sexton 20' 28' 40' | Público: 71,254 Árbitro: Romain Poite |  |

| 2 de Fevereiro de 2013 | Inglaterra | 38 – 18   | Escócia                                                                                   | Twickenham, Londres                    |  |
|                        | Tries: Chris Ashton 30' Billy Twelvetrees 42' Geoff Parling 53' Danny Care 80' Conv: Owen Farrell Penais: Owen Farrell 2' 13' 18' 37' | Relatorio | Tries: Sean Maitland 9' Stuart Hogg 70' Conv: Greig Laidlaw Penais: Greig Laidlaw 19' 39' | Público: 81,347 Árbitro: Alain Rolland |  |

| 3 de Fevereiro de 2013 | Itália | 23 – 18   | França                                                                                                 | Stadio Olimpico, Rome                |  |
|                        | Tries: Sergio Parisse 4' Martin Castrogiovanni 56' Conv: Luciano Orquera Penais: Luciano Orquera 17' Drop: Luciano Orquera 14' Kristopher Burton 68' | relatorio | Tries: Louis Picamoles 11' Benjamin Fall 33' Conv: Frédéric Michalak Penais: Frédéric Michalak 27' 49' | Público: 57,547 Árbitro: Nigel Owens |  |

#### 2ª rodada
| 9 de Fevereiro de 2013 | Escócia | 34 – 10 | Itália                                                                          | Murrayfield Stadium, Edinburgh       |  |
|                        | Tries: Tim Visser 28' Matt Scott 42' Stuart Hogg 47' Sean Lamont 68' Conv: Greig Laidlaw Penais: Greig Laidlaw 15' 24' | Report  | Tries: Alessandro Zanni 73' Conv: Kristopher Burton Penais: Luciano Orquera 39' | Público: 50,247 Árbitro: Jaco Peyper |  |

| 9 de Fevereiro de 2013 | França                            | 6 – 16 | País de Gales                                                                     | Stade de France, Paris |  |
|                        | Penais: Frédéric Michalak 14' 52' | Report | Tries: George North 71' Conv: Leigh Halfpenny Penais: Leigh Halfpenny 17' 42' 74' | Árbitro: George Clancy |  |

| 10 de Fevereiro de 2013 | Irlanda                      | 6 – 12 | Inglaterra                          | Aviva Stadium, Dublin                  |  |
|                         | Penais: Ronan O'Gara 44' 57' | Report | Penais: Owen Farrell 2' 28' 63' 65' | Público: 51,000 Árbitro: Jérôme Garcès |  |

#### 3ª rodada
| 23 de Fevereiro de 2013 | Itália                               | 9 – 26 | País de Gales                                                                                             | Stadio Olimpico, Rome |  |
|                         | Penais: Kristopher Burton 9' 29' 49' | Report | Tries: Jonathan Davies 44' Alex Cuthbert 61' Conv: Leigh Halfpenny Penais: Leigh Halfpenny 7' 15' 19' 52' | Árbitro: Romain Poite |  |

| 23 de Fevereiro de 2013 | Inglaterra                                                                     | 23 – 13 | França                                                                                     | Twickenham, Londres    |  |
|                         | Tries: Manu Tuilagi 54' Penais: Owen Farrell 1' 27' 33' 47' Toby Flood 72' 76' | Report  | Tries: Wesley Fofana 29' Conv: Morgan Parra Penais: Morgan Parra 31' Frédéric Michalak 56' | Árbitro: Carig Joubert |  |

| 24 de Fevereiro de 2013 | Escócia                               | 12 – 8 | Irlanda                                           | Murrayfield, Edimburgo |  |
|                         | Penais: Greig Laidlaw 52' 59' 63' 73' | Report | Tries: Craig Gilroy 43' Penais: Paddy Jackson 35' | Árbitro: Wayne Barnes  |  |

#### 4ª rodada
| 9 de Março de 2013 | Escócia                                      | 18 – 28 | País de Gales                                                                                       | Murrayfield, Edimburgo                 |  |
|                    | Penais: Greig Laidlaw 6' 12' 26' 37' 48' 60' | Report  | Tries: Richard Hibbard 23' Conv: Leigh Halfpenny Penais: Leigh Halfpenny 4' 40' 46' 55' 58' 67' 71' | Público: 67,144 Árbitro: Carig Joubert |  |

| 9 de Março de 2013 | Irlanda                                                                    | 13 – 13 | França                                                                                            | Aviva Stadium, Dublin |  |
|                    | Tries: Jamie Heaslip 10' Conv: Paddy Jackson Penais: Paddy Jackson 29' 32' | Report  | Tries: Louis Picamoles 73' Conv: Frédéric Michalak Penais: Frédéric Michalak 26' Morgan Parra 53' | Árbitro: Steve Walsh  |  |

| 10 de Março de 2013 | Inglaterra                                | 18 – 11 | Itália                                                 | Twickenham, Londres                    |  |
|                     | Penais: Toby Flood 3' 15' 37' 40' 43' 61' | Report  | Tries: Luke McLean 48' Penais: Luciano Orquera 17' 47' | Público: 81,458 Árbitro: George Clancy |  |

#### 5ª rodada
| 16 de Março de 2013 | Itália | 22 - 15 | Irlanda                                  | Stadio Olimpico, Rome |  |
|                     | Tries: Giovanbattista Venditti 48' Conv: Luciano Orquera 49' Penais: Luciano Orquera 13' 21' 69' 80' Gonzalo Garcia 35' | Report  | Penais: Paddy Jackson 5' 40' 52' 57' 64' | Árbitro: Wayne Barnes |  |

| 16 de Março de 2013 | País de Gales | 30 - 3 | Inglaterra               | Millennium Stadium, Cardiff |  |
|                     | Tries: Alex Cuthbert 56' 65' Conv: Dan Biggar 66' Penais: Leigh Halfpenny 10' 17' 23' 51' Dan Biggar 70' Drop: Dan Biggar 64' | Report | Penais: Owen Farrell 20' | Árbitro: Steve Walsh        |  |

| 16 de Março de 2013 | França | 23 – 16 | Escócia                                                                          | Stade de France, Paris |  |
|                     | Tries: Wesley Fofana 65' Maxime Médard 70' Conv: Frédéric Michalak 66' Maxime Machenaud 71' Penais: Frédéric Michalak 44' 49' 53' | Report  | Tries: Tim Visser 75' Conv: Ruaridh Jackson 75' Penais: Greig Laidlaw 8' 14' 58' | Árbitro: Nigel Owens   |  |

#### Classificação Final
| Colocação | Seleção       | Partidas | Partidas | Partidas | Partidas | Pontuação | Pontuação | Pontuação | Pontuação | Pontos |
| Colocação | Seleção       | Jogos    | Vitórias | Empates  | Derrotas | Marcados  | Sofridos  | Saldo     | Tries     | Pontos |
| --------- | ------------- | -------- | -------- | -------- | -------- | --------- | --------- | --------- | --------- | ------ |
| 1         | País de Gales | 5        | 4        | 0        | 1        | 122       | 66        | +56       | 9         | 8      |
| 2         | Inglaterra    | 5        | 4        | 0        | 1        | 94        | 78        | +16       | 5         | 8      |
| 3         | Escócia       | 5        | 2        | 0        | 3        | 98        | 107       | −9        | 7         | 4      |
| 4         | Itália        | 5        | 2        | 0        | 3        | 75        | 111       | −36       | 5         | 4      |
| 5         | Irlanda       | 5        | 1        | 1        | 3        | 72        | 81        | −9        | 5         | 3      |
| 6         | França        | 5        | 1        | 1        | 3        | 73        | 91        | −18       | 6         | 3      |

- Critérios de pontuação: vitória = 2, empate = 1, derrota = 0

## Campeão
| Seis Nações 2013           |
| -------------------------- |
| País de Gales (26º título) |